# Томпсонс-Стейшен (Теннессі)
Томпсонс-Стейшен (англ. Thompson's Station) — місто (англ. town) в США, в окрузі Вільямсон штату Теннессі. Населення — 7485 осіб (2020).

## Географія
Томпсонс-Стейшен розташований за координатами 35°48′30″ пн. ш. 86°54′0″ зх. д. / 35.80833° пн. ш. 86.90000° зх. д. (35.808264, -86.899874).  За даними Бюро перепису населення США в 2010 році місто мало площу 48,60 км², уся площа — суходіл.

## Демографія
Згідно з переписом 2010 року, у місті мешкали 2194 особи в 767 домогосподарствах у складі 631 родини. Густота населення становила 45 осіб/км².  Було 841 помешкання (17/км²).
Расовий склад населення:
| - 92,0 % — білих - 5,1 % — чорних або афроамериканців - 0,8 % — азіатів |

До двох чи більше рас належало 1,5 %. Частка іспаномовних становила 3,1 % від усіх жителів.
За віковим діапазоном населення розподілялося таким чином: 27,8 % — особи молодші 18 років, 63,6 % — особи у віці 18—64 років, 8,6 % — особи у віці 65 років та старші. Медіана віку мешканця становила 39,6 року. На 100 осіб жіночої статі у місті припадало 98,7 чоловіків;  на 100 жінок у віці від 18 років та старших — 95,4 чоловіків також старших 18 років.
Середній дохід на одне домашнє господарство  становив 118 222 долари США (медіана — 95 096), а середній дохід на одну сім'ю — 128 567 доларів (медіана — 101 705). Медіана доходів становила 79 688 доларів для чоловіків та 45 313 долари для жінок. За межею бідності перебувало 3,3 % осіб, у тому числі 4,2 % дітей у віці до 18 років та 1,3 % осіб у віці 65 років та старших.
Цивільне працевлаштоване населення становило 1522 особи. Основні галузі зайнятості: освіта, охорона здоров'я та соціальна допомога — 19,4 %, науковці, спеціалісти, менеджери — 11,5 %, виробництво — 11,4 %.